# Partido Democrático Popular do Uzbequistão
O Partido Democrático Popular do Uzbequistão (em uzbeque: O'zbekiston Xalq Demokratik Partiyasi, O'zXDP ou PDPU) é um dos cinco partidos políticos legais da República do Uzbequistão. 
O partido foi fundado em 1991, como sucessor do Partido Comunista do Uzbequistão, secção local do Partido Comunista da União Soviética, nos últimos meses da URSS. Inicialmente, o PDPU era o partido do poder, liderado pelo presidente por Islam Karimov, mas, em 2003, Karimov fundou o Partido Liberal Democrático do Uzbequistão (O'zLiDeP), para criar um regime multipartidário. Apesar disto, o PDPU continuou a ser um fiel apoiante do regime de Karimov.

## Resultados eleitorais

### Eleições presidenciais
| Eleição | Candidato         | Votos      | %          |
| ------- | ----------------- | ---------- | ---------- |
| 1991    | Islam Karimov     | 8 514 136  | 87,1 (1.º) |
| 2000    | Islam Karimov     | 11 147 621 | 95,7 (1.º) |
| 2007    | Asliddin Rustamov | 468 064    | 3,3 (2.º)  |
| 2015    | Hotamjan Ketmanov | 552 309    | 2,9 (3.º)  |
| 2016    | Hotamjan Ketmanov | 669 187    | 3,7 (2.º)  |
| 2021    | Maqsuda Vorisova  | 1 075 016  | 6,6 (2º)   |

### Eleições legislativas
| Data    | Votos | %          | Deputados | +/- | Status  |
| ------- | ----- | ---------- | --------- | --- | ------- |
| 1994-95 |       |            | 69 / 250  |     | Governo |
| 1999    |       |            | 49 / 250  | 20  | Governo |
| 2004-05 |       | 23,4 (2.º) | 28 / 120  | 21  | Governo |
| 2009-10 |       |            | 32 / 135  | 4   | Governo |
| 2014-15 |       |            | 27 / 150  | 5   | Governo |
| 2019-20 |       |            |           |     |         |